# 154 Берта
154 Берта (154 Bertha) — астероїд головного поясу, відкритий 4 листопада 1875 року.
Тіссеранів параметр щодо Юпітера — 3,088.